# Faro de Punta Penna
El Faro de Punta Penna (en italiano: Faro di Punta Penna) es un faro situado a unos siete kilómetros de la localidad de Vasto, Abruzos, Italia. Es el segundo faro más alto de Italia, detrás del Faro Linterna de Génova, y uno de los más altos del mundo.

## Historia
Fue construido en 1906, pero durante la Segunda Guerra Mundial, en 1944, fue dejado en ruinas por el ejército alemán en retirada. Fue totalmente derribado dos años después y reconstruido poniéndose de nuevo en funcionamiento en 1948. El arquitecto Olindo Tarcione fue el encargado del proyecto, diseñando un edificio de dos plantas a un lado del cual está adosada la torre octogonal del faro.

## Características
El faro emite un destello de luz blanca de 0,2 segundos de duración cada 5 segundos con un alcance nominal nocturno de 25 millas náuticas. Asimismo posee un sistema de luz de reserva con un alcance de 18 millas náuticas.